# Marsupella sprucei
Marsupella sprucei ist eine Moosart der Ordnung Jungermanniales. 

## Merkmale
Die Pflanzen wachsen in grünen bis schwarzbraunen Rasen, die bis fünf Millimeter hoch werden. Die Blätter sind locker gestellt und kahnförmig. Sie werden zur Stämmchenspitze hin größer. Ausgebreitet sind sie breit eiförmig. Auf einem Fünftel bis Drittel der Länge sind sie in zwei stumpfspitzige Lappen unterteilt. In der Blattmitte sind die Zellen 15 × 20 bis 25 Mikrometer groß, ihre Ecken sind schwach verdickt. Jede Zelle enthält zwei Ölkörper. Ein Perianth ist vorhanden.

## Verbreitung und Standorte
Die Art ist bipolar boreal-montan verbreitet. Sie kommt unter anderem in Argentinien und Neuseeland vor. In Deutschland ist sie in den Alpen zerstreut zu finden, in den Mittelgebirgen sehr selten. Das Moos wächst auf kalkfreiem Gestein in feuchten Lagen sowie auf fester Erde.

## Belege
- Jan-Peter Frahm, Wolfgang Frey, J. Döring: Moosflora. 4., neu bearbeitete und erweiterte Auflage (UTB für Wissenschaft, Band 1250). Ulmer, Stuttgart 2004, ISBN 3-8001-2772-5 (Ulmer) & ISBN 3-8252-1250-5 (UTB).